# 子弹石栎
子弹石栎（学名：Pasania glabra），又名柯，为壳斗科石栎属下的一个种。

## 扩展阅读
- 維基物種上的相關：子弹石栎